# Carlo Botta
Carlo Botta (San Giorgio Canavese, 6 de noviembre de 1766 - París, 10 de agosto de 1837) fue un médico, historiador y político italiano.
Estudió medicina en la Universidad de Turín, licenciándose con 20 años. Fue considerado un subversivo por el gobierno de Piamonte, teniendo que emigrar a Francia en 1795. Regresa al año siguiente como miembro del ejército de Napoleón Bonaparte. En 1799 forma parte del gobierno provisional piamontese instituido tras la fuga del rey Carlos Manuel IV de Cerdeña y en el 1801 fue uno de los miembros del triunvirato gobernante. Su gobierno siempre se mantuvo dentro de la órbita francesa, siendo favorable a la anexión del Piamonte por Francia, proclamada el 11 de septiembre de 1802. Fue un seguidor de Bonaparte y posteriormente de la independencia y la unificación de Italia.
En 1809 publica la Historia de la independencia de los Estados Unidos de América, que quiso poner como ejemplo de una buena revolución.
Con la Restauración vuelve al trono de Piamonte la Casa de Saboya en 1814. Ante esto, Botta se retira de la vida pública, pero para escapar de la persecución del nuevo gobierno tuvo que refugiarse de nuevo en Francia. En 1817 se convierte en rector de la Universidad de Ruan, cargo que perdería en 1822 por culpa de la Iglesia. En todo este tiempo, siguió escribiendo y al retirarse de la vida política se dedicó por completo a la historiografía. En 1824 publica su obra más importante, Historia de Italia de 1789 a 1814 que en 1830 vence el concurso planteado por la Accademia della Crusca.
En sus obras sobre la historia de Italia se muestra contrario a la política de potencia hecha por Francia, a pesar de vivir allí, y favorable en cambio a Italia, al reformismo en contraposición al utopismo jacobino.
Muere en 1837, lejos de su patria, en la más absoluta pobreza.

## Obra
- Storia naturale e medica dell’isola di Corfù (Mailand 1798)
- Souvenirs d’un voyage en Dalmatie (Turín 1802)
- Précis historique de la Maison de Savoie et du Pièmont (Paris 1802)
- Storia della guerra d’indipendenza degli Stati Uniti d’America (Paris 1809, 4 Bände; englische Ausgabe History of the War of the Independence of the United States of America, Philadelphia 1820–1821)
- Il Camillo o Veio conquistato (Paris 1815), Epos in 12 Gesängen
- Storia d’Italia dal 1789 al 1814 (Paris 1824, 4 Bände; deutsche Ausgabe von Förster, Quedlinburg 1827–1831, 8 Bände)
- Histoire des peuples d’Italie (Paris 1825, 3 Bände)
- Storia d’Italia continuata da quella del Guicciardini dal 1534 sino al 1789 (Paris 1832, 10 Bände)

- Datos: Q623180
- Multimedia: Carlo Botta / Q623180